# Гевара, Армандо
Рамо́н Арма́ндо Гева́ра (исп. Ramón Armando Guevara; род. 16 января 1955) — венесуэльский боксёр, представитель наилегчайших весовых категорий. Выступал за сборную Венесуэлы по боксу во второй половине 1970-х годов, бронзовый призёр чемпионата мира, победитель и призёр многих турниров международного значения, участник двух летних Олимпийских игр.

## Биография
Армандо Гевара родился 16 января 1955 года.
Первого серьёзного успеха на взрослом международном уровне добился в сезоне 1975 года, когда вошёл в основной состав венесуэльской национальной сборной и побывал на чемпионате Латинской Америки в Монтевидео, где сумел дойти до финала в зачёте первой наилегчайшей весовой категории — в решающем поединке с аргентинцем Эктором Патри была зафиксирована ничья.
В 1976 году стал серебряным призёром международного турнира «Золотой пояс» в Бухаресте, проиграв в финале представителю КНДР Ли Бён Уку. Благодаря череде удачных выступлений удостоился права защищать честь страны на летних Олимпийских играх в Монреале — в категории до 48 кг благополучно прошёл филиппинца Эдуардо Бальтара и немца Дитмара Гайлиха, но в третьем бою на стадии четвертьфиналов вновь встретился с корейцем Ли и потерпел поражение со счётом 2:3.
После монреальской Олимпиады Гевара остался в главной боксёрской команде Венесуэлы и продолжил принимать участие в крупнейших международных турнирах. Так, в 1977 году он стал серебряным призёром международного турнира «Странджа» в Болгарии, проиграв в финале наилегчайшего веса советскому боксёру Николаю Храпцову, взял бронзу на «Золотом поясе» в Румынии и на чемпионате Центральной Америки и Карибского бассейна в Панаме.
В 1978 году был бронзовым призёром «Золотого пояса», получил серебро на международном турнире Box-Am в Испании, уступив в решающем поединке местному боксёру Энрике Родригесу. Завоевал бронзовую медаль на чемпионате мира в Белграде, где в полуфинале первого наилегчайшего веса был остановлен кенийцем Стивеном Мучоки.
Боксировал на Панамериканских играх 1979 года Сан-Хуане, но попасть здесь в число призёров не смог — в четвертьфинале проиграл пуэрториканцу Альберто Меркадо.
Находясь в числе лидеров венесуэльской национальной сборной, Гевара прошёл отбор на Олимпийские игры 1980 года в Москве. На сей раз выступал в категории до 51 кг и был побеждён в 1/8 финала корейцем Джо Рён Сиком. Вскоре по окончании этих соревнований принял решение завершить спортивную карьеру.